# Campeonato Mundial de Atletismo de 2015 - Salto triplo feminino
A prova do salto triplo feminino do Campeonato Mundial de Atletismo de 2015 foi disputada entre 22 e 24 de agosto no Estádio Nacional de Pequim, em Pequim.

## Recordes
Antes desta competição, os recordes mundiais e do campeonato nesta prova eram os seguintes:
| Tipo                  | Atleta         | Distância | Local      | Data                 | Ref |
| --------------------- | -------------- | --------- | ---------- | -------------------- | --- |
|                       | Inessa Kravets | 15,50     | Gotemburgo | 10 de agosto de 1995 | ver |
| Recorde do campeonato | Inessa Kravets | 15,50     | Gotemburgo | 10 de agosto de 1995 | ver |

## Medalhas
| Ouro                    | Prata                         | Bronze              |
| Caterine Ibargüen (COL) | Hanna Knyazyeva-Minenko (ISR) | Olga Rypakova (KAZ) |

## Cronograma
Todos os horários são locais (UTC+8).
| Data         | Hora  | Evento        |
| ------------ | ----- | ------------- |
| 22 de agosto | 19:10 | Eliminatórias |
| 24 de agosto | 19:30 | Final         |

## Resultados

### Eliminatórias
Qualificação: 14,25 m (Q) e pelo menos 12 melhores (q) avançam para a final. 
| Colocação | Grupo | Atleta                  | Nacionalidade  | #1    | #2    | #3    | Marca | Notas |
| --------- | ----- | ----------------------- | -------------- | ----- | ----- | ----- | ----- | ----- |
| 1         | B     | Gabriela Petrova        | Bulgária       | 14.09 | 14.11 | 14.44 | 14.44 | Q     |
| 2         | B     | Caterine Ibargüen       | Colômbia       | 14.42 |       |       | 14.42 | Q     |
| 3         | A     | Olha Saladuha           | Ucrânia        | 14.34 |       |       | 14.34 | Q     |
| 4         | B     | Olga Rypakova           | Cazaquistão    | 14.33 |       |       | 14.33 | Q     |
| 5         | A     | Hanna Knyazyeva-Minenko | Israel         | 14.27 |       |       | 14.27 | Q     |
| 6         | A     | Kimberly Williams       | Jamaica        | x     | 14.23 | 13.92 | 14.23 | q     |
| 7         | A     | Ekaterina Koneva        | Rússia         | 14.12 | 13.69 | 13.65 | 14.12 | q     |
| 8         | B     | Shanieka Thomas         | Jamaica        | 13.90 | 14.05 | 13.89 | 14.05 | q     |
| 9         | B     | Jeanine Assani Issouf   | França         | x     | 13.77 | 14.04 | 14.04 | q     |
| 10        | B     | Keila Costa             | Brasil         | 13.60 | 13.86 | 14.03 | 14.03 | q     |
| 11        | B     | Kristin Gierisch        | Alemanha       | 13.71 | x     | 13.95 | 13.95 | q     |
| 12        | A     | Yosiri Urrutia          | Colômbia       | x     | 13.84 | 13.17 | 13.84 | q     |
| 13        | B     | Kristiina Mäkelä        | Finlândia      | x     | x     | 13.83 | 13.83 |       |
| 14        | A     | Simona La Mantia        | Itália         | x     | 13.49 | 13.77 | 13.77 |       |
| 15        | A     | Dana Velďáková          | Eslováquia     | x     | 13.76 | 13.74 | 13.76 |       |
| 16        | A     | Patrícia Mamona         | Portugal       | 13.61 | 13.74 | 13.58 | 13.74 |       |
| 17        | A     | Irina Ektova            | Cazaquistão    | x     | 13.61 | x     | 13.61 |       |
| 18        | A     | Elena Panțuroiu         | Roménia        | 13.58 | x     | 13.50 | 13.58 |       |
| 19        | A     | Dovilė Dzindzaletaitė   | Lituânia       | 13.58 | 12.51 | x     | 13.58 |       |
| 20        | B     | Li Yanmei               | China          | x     | 13.40 | 13.57 | 13.57 |       |
| 21        | A     | Li Xiaohong             | China          | 13.52 | 13.46 | x     | 13.52 |       |
| 22        | A     | Núbia Soares            | Brasil         | x     | x     | 13.52 | 13.52 | SB    |
| 23        | A     | Wang Wupin              | China          | 12.93 | 12.94 | 13.48 | 13.48 |       |
| 24        | B     | Christina Epps          | Estados Unidos | x     | 13.36 | x     | 13.36 |       |
| 25        | B     | Cristina Bujin          | Roménia        | x     | 13.21 | x     | 13.21 |       |
| 26        | B     | Joëlle Mbumi Nkouindjin | Camarões       | x     | x     | 13.06 | 13.06 |       |
| 27        | B     | Tetyana Ptashkina       | Ucrânia        | x     | x     | 13.05 | 13.05 |       |
| 28        | B     | Susana Costa            | Portugal       | x     | x     | x     | NM    |       |

### Final
A final ocorreu às 19:30.
| Colocação         | Atleta                  | Nacionalidade | # 1   | # 2   | # 3   | # 4   | # 5   | # 6   | Resultado | Vento | Notas |
| ----------------- | ----------------------- | ------------- | ----- | ----- | ----- | ----- | ----- | ----- | --------- | ----- | ----- |
| Medalha de ouro   | Caterine Ibargüen       | Colômbia      | 14.47 | 14.80 | 14.54 | 14.90 | 13.93 | 14.70 | 14.90     | +0.1  | SB    |
| Medalha de prata  | Hanna Knyazyeva-Minenko | Israel        | x     | 14.78 | 14.53 | x     | x     | x     | 14.78     | -0.1  | NR    |
| Medalha de bronze | Olga Rypakova           | Cazaquistão   | 14.23 | x     | x     | 14.59 | x     | 14.77 | 14.77     | +0.1  | SB    |
| 4                 | Gabriela Petrova        | Bulgária      | 14.52 | 14.33 | 14.47 | 14.23 | 14.66 | 14.44 | 14.66     | +0.4  | PB    |
| 5                 | Kimberly Williams       | Jamaica       | 13.97 | 14.26 | 14.16 | 14.06 | 14.45 | x     | 14.45     | +0.0  | SB    |
| 6                 | Olha Saladuha           | Ucrânia       | 14.22 | 14.05 | 14.04 | 14.41 | x     | 14.39 | 14.41     | +0.4  |       |
| 7                 | Ekaterina Koneva        | Rússia        | 14.03 | 14.37 | 14.05 | 14.36 | 14.25 | 14.35 | 14.37     | +0.0  |       |
| 8                 | Kristin Gierisch        | Alemanha      | x     | 13.63 | 14.25 | 14.18 | 14.25 | 12.87 | 14.25     | +0.1  |       |
| 9                 | Jeanine Assani Issouf   | França        | 13.83 | x     | 14.12 |       |       |       | 14.12     | +0.0  |       |
| 10                | Yosiri Urrutia          | Colômbia      | 14.09 | 13.93 | x     |       |       |       | 14.09     | -0.3  |       |
| 11                | Shanieka Thomas         | Jamaica       | 13.88 | 14.01 | 14.08 |       |       |       | 14.08     | +0.2  |       |
| 12                | Keila Costa             | Brasil        | 13.72 | x     | 13.90 |       |       |       | 13.90     | +0.2  |       |

Legenda
| Recorde mundial       | Recorde mundial (World record)               |                       | Recorde africano                      | Recorde africano (African) |                                           | Q | Classificado por posição (Qualified) |
| Recorde do campeonato | Recorde do campeonato (Championship record)  | Recorde da América    | Recorde da América (Americas)         | q                          | Classificado por melhor tempo (Qualified) |   |                                      |
| Melhor marca do ano   | Melhor marca do ano (World leading)          | Recorde asiático      | Recorde asiático (Asian)              | DNS                        | Não largou (Did not start)                |   |                                      |
| Recorde nacional      | Recorde nacional (National record)           | Recorde europeu       | Recorde europeu (European)            | DNF                        | Não terminou (Did not finish)             |   |                                      |
| Recorde pessoal       | Recorde pessoal do atleta (Personal best)    | Recorde da Oceania    | Recorde da Oceania (Oceania)          | DSQ / DQ                   | Desclassificado (Disqualified)            |   |                                      |
| Recorde da temporada  | Recorde da temporada do atleta (Season best) | Recorde sul-americano | Recorde sul-americano (South America) | NM                         | Sem marca (No mark)                       |   |                                      |